# 兑子
雙方兩子「同是有根子或是只有一個是有根子」相遇，做一對一的互相換掉叫做兌子。
一方任由對方吃掉自己的子，叫做棄子。
兌子是一種象棋戰鬥技巧。以下是兌子的形式：
- 形式 例子

1. 等量同型 : 一卒換一兵，一馬換一傌
2. 不等量同型:一卒換兩兵,兩炮換一炮
3. 等量不同型:一卒換一炮，一馬換一車
4. 不等量不同型 :	一車換傌，炮或雙炮換一車

這些過程，在子力對比上，就顯出有彼此兩不吃虧或此吃虧彼便宜的差異。在形勢變化上，便有彼此平穩或此劣彼優的後果。任何一局棋，兌子的戰鬥是不可避免的。
一般兌子的作用不外是：
1. 排除障礙。
2. 在子力對比上佔得便宜。
3. 取得有利形勢。
4. 削弱對方的攻勢。

因此，再進行兌子時，就要考慮因此而來的得失。在某些情況下，可以避兌或待兌，但應對而避兌的往往會失去先手。